# ديفيندر بال سينج بولار
ديفيندر بال سينج بولار (26 مايو 1965 - ) مُجرم من الهند، أدين من قبل محكمة تادا في قضية انفجار قنبلة في دلهي عام 1993 خلفت تسعة قتلى وجرحى 31. [1] وكانت المحكمة العليا الهندية قد أكدت حكم الإعدام الصادر بحقه في قرار منقسم ومنقسّم. خففت المحكمة العليا في الهند حكم الإعدام الصادر بحقه إلى السجن المؤبد في 31 مارس 2014 ، على أساس التأخير غير المبرر والمفرط لمدة ثماني سنوات في البت في التماس العفو الذي قدمه وبسبب المرض العقلي.
قبل إدانته بتفجير قنبلة في دلهي، كان ديفيندر  أستاذ للهندسة الكيميائية في لوديانا. وأدين بقتل تسعة من المارة في تفجير سيارة مفخخة عام 1993 بهدف قتل السياسي مانينرجيت سينغ بيتا [الإنجليزية] وحُكم عليه بالإعدام شنقًا بتصويت منقسم بموجب قانون منع الإرهاب والأنشطة التخريبية [الإنجليزية].